# Семигоровка
Семигоровка — деревня в Терновском районе Воронежской области России. Входит в состав Тамбовского сельского поселения.

## География
Деревня находится в северо-восточной части Воронежской области, в лесостепной зоне, в пределах Окско-Донской равнины, на правом берегу реки Семигорка (приток реки Елань), на расстоянии примерно 28 км (по прямой) к западу от села Терновка, административного центра района.
Часовой пояс
Деревня Семигоровка, как и вся Воронежская область, находится в часовой зоне МСК (московское время). Смещение применяемого времени относительно UTC составляет +3:00.

## Население
| 2010 |
| ---- |
| 57   |

Гендерный состав
По данным Всероссийской переписи населения 2010 года, в гендерной структуре населения мужчины составляли 49,1 %, женщины — соответственно 50,9 %.
Национальный состав
Согласно результатам переписи 2002 года, в национальной структуре населения русские составляли 100 %.

## Улицы
Уличная сеть деревни состоит из двух улиц (ул. Ленина и ул. Чапаева).

## Известные уроженцы
- Рыбкин, Иван Петрович (род. 1946) — российский государственный и политический деятель. Доктор политических наук.